# New Party
New Party (det nya partiet) var ett politiskt parti som var verksamt i Storbritannien under en kort period i början av 1930-talet.  Partiet bildades av Oswald Mosley, som hade blivit besviken på Labourpartiet när detta på sin kongress 1930 med knapp marginal förkastade hans manifest ("Mosleymanifestet"), en skrift om hur han tänkte sig att lösa problemet med arbetslösheten.
Den 8 december 1930 publicerade Mosley en utvidgad version av Mosleymanifestet, som fick stöd av 16 av Labours parlamentsledamöter.  Den 28 februari 1931 lämnade Mosley Labour och lanserade New Party dagen därpå. Han fick först stöd av sex Labourledamöter i underhuset, men två av dem lämnade det nya partiet efter en dag och blev oberoende ledamöter.
New Partys första valkampanj var i ett fyllnadsval i Ashton-under-Lyne i april 1931.  Med en svag organisation lyckades de få 16% av rösterna och orsakade en splittring av Labourväljarnas röster som ledde till att en konservativ kandidat valdes till ledamot.
New Partys partiprogram byggde på Mosleymanifestet och förespråkade en nationell politik för att möta den ekonomiska krisen som orsakats av den stora depressionen. De förespråkade en stark regeringsmakt, med endast generell kontroll av parlamentet, och inrättandet av ett kabinett med fem medlemmar som skulle påminna om krigskabinettet som infördes under första världskriget. Deras ekonomiska strategi följde i stora drag keynesianska tankar och föreslog stora investeringar i bostäder för att ge arbetstillfällen och förbättra bostadsstandarden.
Mosleys tendens till att vilja kontrollera beslutsfattandet inom partiet fick många medlemmar att lämna det. Senare under 1931 anslöt sig dock en konservativ och en liberal parlamentsledamot till New Party.  I valet 1931 kandiderade New Party i 24 valkretsar, men bara Mosley själv och en kandidat i Merthyr Tydfil (där Labours representant var den enda motkandidaten) fick någorlunda många röster.
Efter valet åkte Mosley runt i Europa och blev övertygad om fascismens förträfflighet.  Delar av New Party hade redan börjat anta fascistiska tänkesätt, exempelvis ungdomsförbundet, och 1932 förenade Mosley de olika fascistiska organisationerna i Storbritannien och bildade British Union of Fascists, som New Party uppgick i.